# Macroglossusinae
Macroglossusinae – podrodzina ssaków z rodziny rudawkowatych (Pteropodidae).

## Zasięg występowania
Podrodzina obejmuje gatunki występujące w południowej i południowo-wschodniej Azji oraz Australii.

## Podział systematyczny
Do podrodziny należą następujące rodzaje:
- Macroglossus F. Cuvier, 1824 – języcznik
- Syconycteris Matschie, 1899 – pędzelnik